# Guido Olimpio
Guido Olimpio (1957) è un giornalista e scrittore italiano.

## Biografia
Nato nel 1957, è giornalista professionista dal 1980.
Dal 1980 ha lavorato alla redazione esteri de Il Tempo e, dal 1987, al Corriere della Sera come vice caposervizio esteri, quindi come vice responsabile degli Esteri e del servizio Grandi cronache. Dal 1999 all’estate del 2003 è stato corrispondente per il Corriere della Sera da Israele.
Si è occupato di terrorismo internazionale e Medio Oriente. Ha svolto numerosi servizi nella regione, a partire dalla guerra in Libano dell’82, e ha visitato la maggior parte dei paesi. Ha condotto ricerche estese sui kamikaze islamici, sulle loro famiglie, sui loro arruolatori.
Si è interessato anche di questioni di intelligence e sicurezza. Nell’estate del 1996 è stato invitato a deporre a Washington davanti alla Task force sul terrorismo e sulle armi non convenzionali del Senato degli Stati Uniti sul tema: la rete qaedista, l’infiltrazione nei Balcani, l’attività dell’intelligence iraniano in Europa.
È autore di numerosi saggi fra  cui Wikithriller. Dietro le quinte del mistero iraniano e Operazione Hotel California sul caso Abu Omar, l'imam egiziano di una moschea di Milano che nel 2003 fu illegalmente sequestrato da un commando della CIA mentre si trovava nei pressi della sua abitazione milanese e poi imprigionato e torturato.

## Opere (parziale)
- La rete del terrore, Milano, Sperling & Kupfer, 2002
- Operazione Hotel California, Milano, Feltrinelli, 2005, ISBN 978-8807171130
- AlQaeda.com, Milano, Rizzoli, 2008
- La testa del serpente: tutti i segreti di Osama bin Laden, Milano, Rizzoli, 2011
- Wikithriller. Dietro le quinte del mistero iraniano, Milano, Excelsior 1881, 2011, ISBN 978-8861581678
- Terrorismi: atlante mondiale del terrore, Milano, La nave di Teseo, 2018, ISBN 978-8893445122
- La danza delle ombre: spie, agenti e molti segreti, Milano, La nave di Teseo, 2022, ISBN 978-8834611678